# ファン・イェーロウ
ファン・イェーロウ（Yuele Huang、2000年7月4日 - ）は、中国の男性総合格闘家。広東省掲陽市出身。恩波格斗クラブ所属。現YFUフェザー級王者。

## 来歴
幼少期は喘息やいじめを克服するため武術を習い、その後ボクシング優勝経験を経てMMAへ。18年から恩波格斗で研鑽し、プロデビュー後9連勝でYFUフェザー級王者に。UFC経験者らにも勝利したが、23年10月に初黒星。その後の怪我や鬱を乗り越え、25年5月の復帰戦で1R一本勝ちを収めた。パンチKOとチョーク技を武器にする“醒獅”の異名を持ち、中国映画『八角籠中』のモデルにもなった。

### RIZIN
2025年9月28日、RIZIN初参戦となるRIZIN.51で元SBスーパーライト級王者の鈴木博昭と対戦予定。

## 戦績

### 総合格闘技
| 総合格闘技 戦績 | 総合格闘技 戦績 | 総合格闘技 戦績 | 総合格闘技 戦績 | 総合格闘技 戦績 | 総合格闘技 戦績 | 総合格闘技 戦績 |
| --------------- | --------------- | --------------- | --------------- | --------------- | --------------- | --------------- |
| 11 試合         | (T)KO           | 一本            | 判定            | その他          | 引き分け        | 無効試合        |
| 10 勝           | 3               | 3               | 4               | 0               | 0               | 0               |
| 1 敗            | 0               | 1               | 0               | 0               | 0               | 0               |

| 勝敗 | 対戦相手                             | 試合結果                        | 大会名                                       | 開催年月日     |
|      | 鈴木博昭                             | 試合前                          | RIZIN.51                                     | 2025年9月28日  |
| ○    | キム・ミンウ                         | 1R 3:39 ニンジャチョーク        | WLF - W.A.R.S 84                             | 2025年5月16日  |
| ×    | ヘジナウド・ヴィエイラ               | 1R 1:40 ギロチンチョーク        | WLF - W.A.R.S 69                             | 2023年10月27日 |
| ○    | サミュエル・デ・ソウザ・オリヴェイラ | 5分3R終了 判定3-0               | LTF - International MMA Challenge            | 2023年7月21日  |
| ○    | ガンゾリグ・エルデネバードル         | 2R 0:37 TKO（ドクターストップ） | WLF - W.A.R.S 65                             | 2023年6月28日  |
| ○    | チャオ・シエ                         | 1R 1:12 KO（右フック）          | WLF - W.A.R.S 61 【YFUフェザー級王座決定戦】 | 2023年2月24日  |
| ○    | ウラジビエケ・イェデリ               | 2R 2:00 リアネイキドチョーク    | WKG - MMA Fight in Shenzhen                  | 2022年12月18日 |
| ○    | ウシケンビケ・フワンニシ             | 2R 2:05 リアネイキドチョーク    | WLF - W.A.R.S 56                             | 2021年12月3日  |
| ○    | 劉通海                               | 5分3R終了 判定3-0               | WLF - W.A.R.S 54                             | 2022年7月7日   |
| ○    | クエルバン・ウブカシム               | 5分3R終了 判定3-0               | WLF - W.A.R.S 46                             | 2020年8月21日  |
| ○    | 仁志豪                               | 1R KO（パンチ）                 | WLF - W.A.R.S 43                             | 2020年5月22日  |
| ○    | ウー・チェン ウェイ                  | 5分3R終了 判定3-0               | WLF - W.A.R.S 40                             | 2019年11月15日 |

## 獲得タイトル
- YFUフェザー級王座（2023年）